# Assimi Goïta

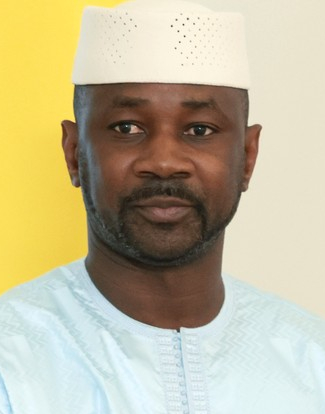
Assimi Goïta (2023)

Assimi Goïta (* 9. November 1983) ist ein malischer Militäroffizier und Staatspräsident von Mali.

## Leben
Assimi Goïta wurde 1983 geboren. Als Sohn eines Offiziers der malischen Streitkräfte wurde er an den Militärakademien von Mali ausgebildet und besuchte insbesondere die Prytanée militaire de Kati und die École militaire interarmes de Koulikoro. Goïta erhielt eine Ausbildung in den USA, Frankreich und Deutschland und hat Erfahrung in der Arbeit mit Spezialeinheiten der US-Armee.
Goïta diente als Oberst im Bataillon der autonomen Spezialeinheiten, der Spezialeinheit der malischen Streitkräfte. Er leitet die malischen Spezialeinheiten im Zentrum des Landes mit dem Rang eines Obersten. Er ist daher mit dem dschihadistischen Aufstand in Mali konfrontiert. Goïta fungiert als Vorsitzender des Nationalen Komitees für die Errettung des Volkes, einer Gruppe von Rebellen, die sich verpflichtet haben, Neuwahlen einzuleiten, um Ibrahim Boubacar Keïta zu ersetzen.
Goïta diente als Oberst bei den malischen Streitkräften. Er führte mit Ismaël Wagué, Malick Diaw und Sadio Camara den Putsch am 19. August 2020 und übernahm den Vorsitz des nach dem Sturz von Präsident Keïta vorübergehend regierenden Nationalen Komitees zur Rettung des Volkes (CNSP) und fungierte als Staatsoberhaupt. Vom 25. September 2020 bis 26. Mai 2021 war er Vizepräsident von Mali. Seit dem 26. Mai 2021 ist er nach der Absetzung des bisherigen Präsidenten Bah N’Daw erneut Staatspräsident von Mali. Das Verfassungsgericht von Mali bestätigte am 28. Mai 2021, dass Goïta als neuer Interims-Staatschef die Regierungsgeschäfte führen soll.
Seine Ernennung zum Präsidenten löste internationale Kritik aus. Daraufhin wurde Mali aus der westafrikanischen Wirtschaftsgemeinschaft ECOWAS und der Afrikanischen Union ausgeschlossen. Die Europäische Union will ihren Militäreinsatz EUTM fortsetzen. Mitte September 2021 wurde bekannt, dass Mali beabsichtige, seine Sicherheitskräfte durch die russische Söldnergruppe Wagner ausbilden zu lassen. Daraufhin stellten mehrere beteiligte Staaten die Mission als solche und ihre Teilnahme im Speziellen infrage.
Am 11. April 2022, etwa 1½ Monate nach dem Beginn des russischen Angriffs auf die Ukraine, stoppte die EU die Ausbildungsmission, weil die malische Übergangsregierung keine Garantien gegeben habe, nicht mit der Söldnergruppe Wagner zusammenzuarbeiten. Die eingesetzten Soldaten der EUTM Mali würden nach Angaben des EU-Außenbeauftragten Josep Borrell jedoch in Mali bleiben, um Sicherheitskräfte strategisch zu beraten und um ihnen die Regeln der Kriegsführung beizubringen.
Im April 2022 warfen französische Streitkräfte den Wagner-Söldnern vor, die Absicht zu haben, Leichen für Propagandazwecke zu missbrauchen, mit der Absicht, die französischen Streitkräfte zu diskreditieren. So veröffentlichten die französischen Streitkräfte Videoaufnahmen, die angeblich Wagner-Söldner dabei zeigen, wie sie Bestattungen inszenieren. Zeitgleich veröffentlichten pro-russische Internetprofile, die angeblich der Wagner-Gruppe zuzuordnen sind, Aufnahmen von Leichen und behaupteten, dass dies Resultate der Präsenz des französischen Militärs seien. Wenig später beschuldigte Goïtas Militärjunta Frankreich, „gefälschte“ Drohnenbilder veröffentlicht und malischen Streitkräfte „der Tötung von Zivilisten beschuldigt und so ihr Image geschädigt“ zu haben. Die Junta beklagte zudem, dass ausländische Flugzeuge seit Jahresbeginn „mehr als 50 Mal“ den malischen Luftraum verletzt hätten.
Im Juni 2025 erließ er ein Gesetz zur Revision der Übergangscharta, das ihm ein verlängerbares Mandat von weiteren fünf Jahren als Präsident zusichert. Zuvor hatte er im Mai selben Jahres ein Dekret zur Auflösung politischer Parteien erlassen, zeitgleich fanden Entführungen prodemokratischer Aktivisten statt.